# Danh sách chương trình Paris By Night thập niên 2020
Paris By Night do ông Tô Văn Lai sáng lập vào năm 1983. Cuốn video số 1 sản xuất và phát hành tại Paris, Pháp.
Dưới đây là danh sách và thông tin về các chương trình Paris By Night được sản xuất và phát hành lần đầu trong thập niên 2020. Cuốn Paris By Night 130 tuy sản xuất vào năm 2019 nhưng phát hành vào năm 2020, là cuốn Paris By Night đầu tiên Thúy Nga thu hình tại Đông Nam Á (Singapore). Thêm nữa, cuốn Paris By Night 134 tuy sản xuất vào năm 2022 nhưng phát hành vào năm 2023, là cuốn Paris By Night thứ hai Thúy Nga thu hình tại Đông Nam Á (Thái Lan). Kể từ Paris By Night 133, cùng với dạng DVD & đĩa Blu-ray, chương trình được phát hành dưới dạng Thúy Nga PBN app online.

## 2025

### Paris By Night 138
Đây là chương trình kỷ niệm 30 năm sân khấu của nghệ sĩ Hoài Linh. Chương trình quy tụ các nghệ sĩ hài đến từ Việt Nam cùng các giọng ca hải ngoại gắn bó mật thiết với nghệ sĩ Hoài Linh trong suốt 30 năm hoạt động. Điều khiển chương trình gồm Nguyễn Cao Kỳ Duyên, Ngọc Hân.
Đây là chương trình Paris By Night lần thứ hai sử dụng tựa đề x năm sân khấu sau chương trình Paris By Night 107: Nguyễn Ngọc Ngạn - 20 Năm Sân Khấu (2013) nhằm kỉ niệm 20 năm nhà văn Nguyễn Ngọc Ngạn cộng tác với trung tâm Thúy Nga với vai trò MC. Chương trình được phát hành vào dịp Tết Ất Tỵ 2025 trên trang Youtube chính thức của Trung tâm Thúy Nga.
Mục lục chương trình
1. Phần Mở Đầu
2. Khóc - Cười (Nguyễn Tùng & Hoài Linh) - Hoài Linh
3. Lời Mở Đầu - Hoài Linh, Kỳ Duyên, Ngọc Hân
4. Giới Thiệu Các Nhà Tài Trợ
5. Bức Tranh Hòa Bình (Hoài Linh) - Ngọc Ngữ & Châu Ngọc Hà
6. Hẹn Ước Đêm Xuân (Hoài Phương) - Giao Linh
7. Đố Vui Khán Giả
8. Tết Thương (Ngô Minh Tài) - Nguyễn Hồng Nhung & Cao Bá Thông
9. Phỏng Vấn Tony Trần
10. Hài Kịch: Tiệm Trà Náo Nhiệt (Minh Dự) - Hoài Linh, Văn Ruy, Thanh Hằng, Phương Loan, Minh Dự
11. Phỏng Vấn Minh Dự
12. Chiếc Miệng Đời (Jin) - Dương Triệu Vũ
13. Xuân Về Gác Nhỏ (Thúc Đăng) - Thanh Tuyền
14. Phỏng Vấn Lộc Dương
15. LK Sầu Cố Đô (Duy Khánh) - Băng Tâm & Bao Giờ Em Quên (Duy Khánh) - Quang Lê
16. Ngọc Hân & “Nguyễn Cao Kỳ Dự”
17. Anh Thua Em Rồi (Nguyễn Tùng) - Don Hồ
18. Đố Vui Khán Giả
19. Trích Đoạn Cải Lương: Bà Huyện Xử Án (Hữu Lộc & Kha Tuấn) - Hương Lan, Thanh Hằng, Phương Hồng Thủy, Minh Nhí, Huỳnh Tiến Khoa, Tuấn Châu, Hoài Linh
20. Hãy Ngước Mặt Nhìn Đời (Lê Hựu Hà) - Elvis Phương
21. Time to Shine (Beckam Nguyễn) - Trizzie Phương Trinh, Beckam Nguyễn, Mai Ly Kỳ Nguyễn, Ethan Thông Nguyễn
22. Phỏng vấn Dr. Sam Nguyễn
23. Ráng Chiều (Thái Uy) - Hương Thủy & Tâm Đoan
24. Phỏng Vấn Dương Triệu Vũ
25. Giả Vờ Mạnh Mẽ (Tiến Nguyễn) - Như Loan
26. Tân Cổ: Mùa Xuân Xa Quê (Tân Nhạc: Hà Sơn, Vọng Cổ: Mạnh Quỳnh) - Mạnh Quỳnh & Hoài Linh
27. Người Bạn Tình Xưa (Anh Việt Thu) - Hương Lan
28. Quê Hương Mùa Xuân (Tiến Luân) - Phạm Tuyết Nhung & Phạm Thiêng Ngân
29. Lời Kết - Kỳ Duyên, Ngọc Hân, Minh Dự
30. Kịch: Mãi Mãi Thanh Xuân (Nhóm Kịch Thúy Nga) - Hoài Linh, Thúy Nga, Võ Thành Tâm, Thiện Ngô, Phương Trang, Kha Trần
31. Finale

## 2024

### Paris By Night 137
Paris By Night 137 đánh dấu kỷ niệm 40 năm của loạt chương trình Paris By Night. Đây là chương trình thứ 2 trong chuỗi chương trình kỷ niệm 40 năm Paris By Night của trung tâm Thúy Nga có chủ đề Tác Giả & Tác Phẩm vinh danh các nhạc sĩ và những đóng góp của họ cho Trung tâm Thúy Nga trong suốt 40 năm hoạt động.
Đây là chương trình Paris By Night kỷ niệm x năm thứ ba sử dụng tựa đề mở rộng, sau chương trình đầu tiên là Paris By Night 95: 25th Anniversary (Phần 2) - Cảm Ơn Cuộc Đời (2009) và Paris By Night 128: Hành Trình 35 Năm (Phần 3) - Feel The Lights (2019).
Mục lục chương trình:
1. Phần mở đầu
2. Tình (Văn Phụng) - Khánh Hà
3. Rưng Rưng Lệ (Vũ Thành An) - Nguyễn Hồng Nhung
4. Giới thiệu nhà tài trợ
5. Lời mở đầu - Marie Tô & Nguyễn Cao Kỳ Duyên
6. Tạ Từ Trong Đêm (Trần Thiện Thanh) - Hoàng Oanh
7. MC Anh Dũng, Ngọc Hân, Châu Đình An, Quỳnh Giang
8. Còn Gì Mà Mong (Lê Dinh) - Đan Nguyên
9. Chiều Mưa Phi Trường (Tùng Châu, Nhật Ngân) - Tâm Đoan
10. Phỏng vấn MC Nam Lộc
11. Về Dưới Mái Nhà (Xuân Tiên, Y Vân) - Băng Tâm
12. Đố Vui Khán Giả với Quỳnh Giang và Ngọc Hân
13. Em Còn Nhớ Mùa Xuân (Ngô Thuỵ Miên) - Trần Thái Hòa
14. Trái Tim Ngục Tù (Đức Huy) - Như Ý
15. Tình Đêm Phố Cũ (Thanh Sơn) - Thanh Tuyền
16. Phỏng vấn Thanh Tuyền
17. Tình Trong Như Đã (Quốc Dũng) - Hương Thủy
18. Phỏng vấn ông Lộc Dương
19. Hà Nội Ngày Tháng Cũ (Song Ngọc) - Bằng Kiều
20. Cố Nhân Ơi Giã Biệt (Song Ngọc) - Mạnh Quỳnh
21. Phỏng vấn nhạc sĩ Thái Thịnh
22. Trả Lại Em Nửa Vầng Trăng (Thái Thịnh) - Như Quỳnh
23. Tâm Sự Nàng Buram (Ngân Giang) - Châu Ngọc Hà
24. Phỏng vấn nhạc sĩ Tú Nhi
25. LK Đoạn Buồn Cho Tôi & Xin Làm Người Xa Lạ (Tú Nhi) - Chế Linh
26. Nắng Đẹp Miền Nam (Lam Phương) - Quang Lê
27. Tình Khúc Chiều Mưa (Nguyễn Ánh 9) - Nguyễn Ánh 9 & Nguyễn Quang
28. Lặng Lẽ Tiếng Dương Cầm (Nguyễn Ánh 9) - Ý Lan & Nguyễn Quang
29. Phỏng Vấn Dr. Hannah Vũ Hồng Hạnh
30. Nhạc kịch Nỗi Buồn Hoa Phượng: Dư Âm Mùa Hạ, Nỗi Buồn Hoa Phượng 2, 20 Năm Gặp Lại (Thanh Sơn) - Ngọc Ngữ & Hoàng Nhung
31. Đố Vui Khán Giả với Quỳnh Giang và Ngọc Hân
32. Hài kịch: Vị Khách Khó Chiều (Nhóm kịch Thuý Nga) - Hoài Linh, Minh Dự, Huỳnh Tiến Khoa
33. Phỏng vấn nhạc sĩ Vũ Thành An
34. Tân cổ: Chàng Là Ai? (Tân nhạc: Nguyễn Hữu Thiết, Cổ nhạc: Viễn Châu) - Thanh Tuyền & Ngọc Huyền
35. Đừng Bỏ Em Một Mình (Phạm Duy, thơ: Minh Đức Hoài Trinh) - Minh Tuyết
36. Phỏng vấn nhạc sĩ Phạm Mạnh Cương
37. Giã Từ Cố Đô (Phạm Mạnh Cương) - Hương Lan
38. LK Cánh Nhạn Hồi Âm & Hồi Âm (Châu Kỳ) - Phương Yến Linh & Tuấn Phước
39. Rồi Một Ngày (Hoàng Thi Thơ) - Ngọc Anh
40. Phút Cuối (Lam Phương) - Đình Bảo
41. Kiếp Cầm Ca (Huỳnh Anh) - Hoàng Lan
42. Phỏng vấn nhạc sĩ Đỗ Kim Bảng
43. Xin Dìu Nhau Đến Tình Yêu (Đỗ Kim Bảng) - Hồ Lệ Thu
44. Phỏng vấn nhạc sĩ Trường Sa
45. Ru Giấc Tàn Phai (Trường Sa) - Tuấn Ngọc
46. Đố Vui Khán Giả với Quỳnh Giang và Ngọc Hân
47. Hài kịch: Chuyến Xe Thiện Lành (Nhóm kịch Thuý Nga) - Hoài Linh, Hoài Tâm, Phương Trang
48. Nước Mắt Mùa Thu (Phạm Duy) - Quang Dũng
49. LK Cay Đắng Tình Đời & Đoạn Tuyệt (Phượng Linh) - Phương Hồng Quế, Băng Tâm, Châu Ngọc Hà, Hoàng Nhung, Phương Yến Linh
50. Phỏng vấn Phương Hồng Quế
51. Đường Xưa (Quốc Dũng, Nguyễn Đức Cường) - Don Hồ
52. LK Một Mai Giã Từ Vũ Khí & Tâm Sự Người Hát Bài Quê Hương (Nhật Ngân) - Mạnh Quỳnh, Quang Lê, Đan Nguyên, & Ngọc Ngữ
53. Một Lần Yêu (Phạm Mạnh Cương) - Lam Anh
54. Đôi Mắt Không Như Ngày Hôm Qua (Diệu Hương) - Hồ Hoàng Yến
55. Lời kết - Anh Dũng, Ngọc Hân, Châu Đình An, Quỳnh Giang
56. Xin Cảm Ơn Đời (Lê Hựu Hà) - Myra Trần
57. Finale
58. Phóng sự Airtalk by Airvoice Wireless
59. Hậu Trường Sân Khấu

### Paris By Night 136
Paris By Night 136 đánh dấu kỷ niệm 40 năm của loạt chương trình Paris By Night. Đây là lần thứ hai Trung tâm Thúy Nga quay hình tại Thái Lan và quay tại Trung tâm thương mại Siam Paragon. Chương trình kỷ niệm này là chương trình đầu tiên được thực hiện bên ngoài Hoa Kỳ kể từ khi Trung tâm Thúy Nga bắt đầu sản xuất Paris By Night.
Thành phần nghệ sĩ của chương trình rất hùng hậu, với sự góp mặt của những tiếng hát gắn bó với Trung tâm Thúy Nga trong nhiều năm và những gương mặt rất lâu mới quay trở lại sân khấu Thúy Nga. Đây cũng là lần đầu tiên chương trình Paris By Night có 5 người điều khiển chương trình: Kỳ Duyên, Anh Dũng, Ngọc Hân, Châu Đình An và Quỳnh Giang.
Mục lục chương trình:
1. Video Clipː Hành Trình 40 Năm Paris By Night
2. Tình Quê Hương (Việt Lang) - Sơn Ca, Qua Cơn Mê (Trịnh Lâm Ngân) - Hương Lan, Cho Lần Cuối (Lê Uyên Phương) - Họa Mi (phụ diễn: Vĩnh Tâm, Võ Hoài Phúc, Trang Thư, Ánh Bùi, Nguyễn Phúc, Gia Linh)
3. Ánh Sáng Nhiệm Màu © (Nguyễn Tùng) - Minh Tuyết & Ngọc Anh
4. Giới thiệu nhà tài trợ - Marie Tô & Nguyễn Cao Kỳ Duyên
5. Lời Mở Đầu - Marie Tô & Nguyễn Cao Kỳ Duyên
6. MC Anh Dũng & Ngọc Hân
7. LK Trăm Mến Ngàn Thương (Hoài Linh) & Rừng Xưa (Lam Phương) - Phương Dung & Phương Hồng Quế
8. LK Lời Ru Tiếng Nhớ (Anh Việt Thu) - Quang Lê & Nhớ Nhau Hoài (Anh Việt Thu) - Ngọc Hạ
9. Rồi Đây Anh Sẽ Đưa Em Về Nhà (Phạm Duy) - Trần Thu Hà & Thiên Tôn
10. Kỳ Duyên phỏng vấn Lộc Dương
11. Hư Vô (Vũ Quốc Việt) - Nguyễn Hưng
12. MC Châu Đình An & Quỳnh Giang
13. Mash Up: Yêu Không Hối Tiếc & Rồi Cũng Sẽ Quên (Hamlet Trương) - Lương Tùng Quang & Như Ý
14. LK Lời Yêu Cuối (Lam Phương) & Con Quỳ Lạy Chúa Trên Trời (Phạm Duy, thơ: Nhất Tuấn) - Trần Thái Hòa & Hương Giang
15. Châu Đình An phỏng vấn Thái Trần
16. LK Duyên Quê & Rước Tình Về Với Quê Hương (Hoàng Thi Thơ) - Như Quỳnh
17. Ngọc Hân phỏng vấn Kỳ Duyên
18. Giờ Xa Lắm Rồi (Song Ngọc, Hoài Linh) - Băng Tâm & Một Phút Suy Tư (Vân Tùng) - Tâm Đoan
19. Thương (Hồ Tiến Đạt) - Tuấn Ngọc & Bằng Kiều
20. LK Màu Hoa Thiên Lý (Hoàng Thi Thơ) - Họa Mi & Biết Đâu Tìm (Hoàng Thi Thơ) - Hương Lan
21. Ngọc Hân phỏng vấn Sâm Nguyễn
22. LK Như Vẫn Còn Đây (Phúc Trường), Gục Ngã (Phúc Trường), Angel (Hoài An) - Tóc Tiên & Mai Tiến Dũng
23. Ngọc Hân phỏng vấn Tóc Tiên, Mai Tiến Dũng
24. Cải Lương Hồ Quảng: Tình Người Kiếp Rắn (Ngọc Huyền) - Ngọc Huyền & Hương Thủy
25. Quỳnh Giang phỏng vấn Kyle Khoan
26. Biết Yêu (Dương Để, Ánh Hoa) - Hoàng Nhung & Tuấn Phước
27. Anh Dũng phỏng vấn Elvis Phương
28. Nửa Đêm Ngoài Phố (Trúc Phương) - Elvis Phương
29. Châu Đình An phỏng vấn Hương Lan
30. Người Tình Không Đến (Ngân Giang) - Hà Thanh Xuân & Châu Ngọc Hà
31. Đố Vui Khán Giả với Quỳnh Giang và Ngọc Hân
32. Hài kịch: Hoa Hậu Kén Chồng (Huỳnh Tiến Khoa) - Hoài Linh, Việt Hương, Hoài Tâm, Hoàng Phi
33. Quỳnh Giang phỏng vấn Hương Thủy
34. Dù Ngàn Năm Nữa © (Võ Hoài Phúc) – Nguyễn Hồng Nhung (phụ diễn: Nguyễn Cao Kỳ Duyên, Alex Wong)
35. Anh Dũng phỏng vấn Kỳ Duyên
36. Không Em Thì Ai © (Ngọc Dolil) - Như Loan, Quỳnh Vi, Diễm Sương, Kỳ Phương Uyên
37. Châu Đình An phỏng vấn Trần Thái Hòa
38. Không Nhìn Nhau Lần Cuối (Lê Uyên Phương) - Lê Uyên
39. Gửi Cha Lời Tha Thiết © (Thái Thịnh) - Hoài Lâm
40. Quỳnh Giang phỏng vấn Hoài Lâm
41. Mãi Yêu Mình Em © (Vũ Minh Tâm) - Đình Bảo & Trịnh Lam
42. Đố Vui Khán Giả với Quỳnh Giang và Ngọc Hân
43. Say Đắm Là Sai Lắm © (Hùng Quân) - Myra Trần & Bạch Công Khanh
44. Hận Tình (Anh Bằng) - Đan Nguyên
45. Hài kịch: Cô Đơn Trên Salon (Gia Linh) - Hoài Linh, Trung Dân, Minh Dự, Gia Linh
46. Những Chuyến Xe Trong Cuộc Đời (Hoài Linh) - Trường Vũ & Hạ Vy
47. Ngọc Hân phỏng vấn Minh Tuyết
48. LK Cánh Hoa Rừng (Nhật Ngân, Tùng Châu) & Chiều Lên Bản Thượng (Lê Dinh) - Phạm Tuyết Nhung, Thiêng Ngân, Quỳnh Trang
49. Châu Đình An phỏng vấn nhạc sĩ Tùng Châu
50. Về Với Cát Bụi (Minh Kỳ) - Quang Lê, Ngọc Ngữ
51. Ngọc Hân phỏng vấn Bằng Kiều
52. LK Chuyện Như Chưa Bắt Đầu, Cứ Ngỡ, Sợ Yêu (Hoàng Nhã) - Bằng Kiều & Thanh Hà
53. I'm In Love (Lời Việt: Thái Thịnh) - Lưu Bích
54. MC Anh Dũng, Ngọc Hân, Châu Đình An, Quỳnh Giang
55. Không Tiếc Chi © (Thái Thịnh) - Don Hồ & Hồ Hoàng Yến
56. L'Amour De Ma Vie © (Hoàng Huy Long) - Dương Triệu Vũ & Lam Anh
57. Kỳ Duyên cảm ơn cô Thúy Nga
58. LK Người Cho Em Biết Cô Đơn & Xin Dành Trọn Cho Em (Tùng Châu, Thái Thịnh) -Trúc Lam, Trúc Linh, Như Loan, Kỳ Phương Uyên, Quỳnh Vi, Diễm Sương, Hồ Lệ Thu
59. Finale
60. Hậu Trường Sân Khấu

## 2023

### Paris By Night 135
Chương trình trực tiếp thu hình Paris By Night 135 với chủ đề Trên Ngọn Tình Sầu, vinh danh nhạc sĩ Từ Công Phụng với những sáng tác bất hủ đóng góp cho nền văn nghệ Việt Nam. Đây là lần thứ hai nhạc sĩ Từ Công Phụng được Trung tâm Thúy Nga thực hiện một chương trình vinh danh sau cuốn Paris By Night 64 cùng với nhạc sĩ Tuấn Khanh và Vũ Thành An.
Đây là chương trình đã được lên kế hoạch từ năm 2020, tuy nhiên do ảnh hưởng của dịch bệnh nên phải lùi lại. Chương trình có sự xuất hiện lần đầu tiên của Hồ Hoàng Yến, Vasa Diệu Nga, Bùi Lan Hương, Quỳnh Giang và Châu Đình An.
Mục lục chương trình:
1. Phần mở đầu
2. Trên Ngọn Tình Sầu (thơ: Du Tử Lê) - Từ Công Phụng, Trần Thái Hòa, Ngọc Hạ, Đình Bảo, Lam Anh
3. Lời Mở Đầu - Châu Đình An & Quỳnh Giang
4. Mưa Trên Ngày Tháng Đó - Ngọc Anh
5. Bài Cho Em - Thiên Tôn
6. Mắt Em Buồn (thơ: Linh Vũ) - Thiên Tôn & Vasa Diệu Nga
7. Trên Tháng Ngày Đã Qua - Như Ý
8. Phỏng vấn Dr. Sam - Công ty Lexor & Dr. Sam
9. Lời Cuối - Tuấn Ngọc
10. Giọt Lệ Cho Ngàn Sau - Tuấn Ngọc
11. Phỏng vấn Tuấn Ngọc
12. Yêu Người (lời: Hạ Đỏ Bích Phượng) - Myra Trần
13. Phỏng vấn Lộc Dương - Công ty DND Gel
14. Xứ Thâm Trầm (thơ: Đông Duy) - Anh Dũng
15. Đời Bỗng Phù Du - Hà Trần
16. Lời Của Thành Phố - Hà Trần
17. Kiếp Dã Tràng -  Hồ Hoàng Yến
18. Một Góc Đời Phôi Pha - Hồ Hoàng Yến & Đình Bảo
19. Đêm Không Cùng - Đình Bảo
20. Phỏng vấn Nhạc sĩ Từ Công Phụng
21. Bây Giờ Tháng Mấy 2 - Từ Công Phụng
22. Ngồi Bên Nhau - Ý Lan & Từ Công Phụng
23. Phỏng vấn Dr. Sam
24. Tình Tự Mùa Xuân - Ngọc Hạ
25. Đố Vui Khán Giả với Quỳnh Giang và Ngọc Hân
26. Hài Kịch: Mãi Mãi Bên Em (Minh Dự) - Hồng Đào, Minh Dự, Thiện Ngô, Anh Dũng
27. Phỏng vấn Nhạc sĩ Từ Công Phụng
28. Vào Mưa - Vasa Diệu Nga
29. Đố Vui Khán Giả với Quỳnh Giang và Ngọc Hân
30. Như Chiếc Que Diêm - Lam Anh
31. Mòn Mỏi - Trần Thái Hòa
32. Từ Khúc - Trần Thái Hòa & Ngọc Anh
33. Mắt Lệ Cho Người - Ý Lan
34. Như Ngọn Buồn Rơi - Thái Hiền
35. Bây Giờ Tháng Mấy 1 - Thái Hiền & Tuấn Ngọc
36. Mùa Thu Mây Ngàn - Như Quỳnh
37. Rời Nhau - Bùi Lan Hương
38. Mùa Xuân Trên Đỉnh Bình Yên - Bùi Lan Hương
39. Nằm Nghe Em Hát Trên Vùng Biển (thơ: Kim Tuấn) - Lam Anh & Myra Trần
40. Bên Kia Đời Quạnh Quẽ - Bằng Kiều
41. Tuổi Xa Người - Hà Trần & Bằng Kiều
42. Giữ Đời Cho Nhau (thơ: Du Tử Lê) - Hợp Ca
43. Nhạc sĩ Từ Công Phụng cảm tạ khán giả
44. Finale
45. Hậu Trường Sân Khấu

### Paris By Night Tiếu Vương Hội
Paris By Night Tiếu Vương Hội là chương trình thu hình đặc biệt với các nghệ sĩ hài nổi tiếng trong và ngoài nước. Chương trình được thu hình cuối năm 2021, cùng thời điểm với Paris By Night 132 và được phát hành vào đầu tháng 7 năm 2023 nhân dịp Lễ Độc lập Hoa Kỳ.
Danh sách chương trình:
1. Dĩ Vãng, Hôm Nay, Ngày Mai (Hoài An) - Như Ý
2. Lời Mở Đầu - Việt Thảo
3. Một Người Đi Xa (Trúc Phương) - Ngọc Ngữ
4. Mai Anh Đi Rồi (Bằng Giang) - Châu Ngọc Hà
5. Ngọc Hân Phỏng Vấn Daniel Bùi
6. Hài Kịch: Ghen (Minh Dự) - Hồng Đào, Trang Thanh Lan, Hoài Tâm, Hương Thủy, Thiện Ngô, Quang Lê
7. Việt Thảo Giới Thiệu Mạnh Quỳnh
8. Cũng Một Chữ Tình © (Mạnh Quỳnh) - Mạnh Quỳnh
9. Phỏng Vấn Mạnh Quỳnh
10. Chuyện Em Tôi © (Ngô Minh Tài) - Bằng Kiều
11. Hài Kịch: Mẹ Ơi, Mai Con Về (Kiều Oanh) - Kiều Oanh, Hoàng Nhất, Ngọc Đáng, Diệp Hồng Anh
12. Ngọc Hân Phỏng Vấn Hồng Đào
13. Hài Kịch: Trúng (Trung Dân) - Trung Dân, Hoài Linh, Gia Linh, Bảo Bảo
14. Tình Yêu Đến Trong Giã Từ (Nguyễn Ánh 9) - Hoàng Mỹ An
15. Đối Vui Khán Giả Với Ngọc Hân
16. Em Là Ai (Phương Uyên) - Thanh Hà
17. Ngọc Hân Phỏng Vấn Hồng Đào
18. Hài Kịch: Hai Vạch (Ngô Thế Đàm) - Hoài Linh, Hứa Minh Đạt, Quách Ngọc Tuyên
19. Việt Thảo Phỏng Vấn Kỳ Duyên
20. Anh Buồn Em Thương (Thanh Phong, Nguyễn Đào Nguyễn) - Đan Nguyên & Băng Tâm
21. Tình Hậu Phương (Minh Kỳ) - Như Quỳnh & Trường Vũ
22. Phỏng Vấn Như Quỳnh, Trường Vũ
23. Hài Kịch: Ăn Khế Trả Vàng (Hoàng Khôi) - Minh Nhí, Thúy Nga, Văn Ruy, Giáng Ngọc
24. Finale

### Paris By Night 134
Paris By Night 134 - In Bangkok - Nguyễn Ngọc Ngạn: Lời Cám Ơn do trung tâm Thúy Nga thực hiện lần đầu tiên tại Thái Lan. Đây là chương trình thứ hai mà Nguyễn Ngọc Ngạn chính thức nói lời giã từ sân khấu sau cùng trước khi về nghỉ hưu tại Canada. Chương trình có sự xuất hiện trở lại của nữ ca sĩ Tóc Tiên sau nhiều năm vắng bóng trên sân khấu Thúy Nga. Chương trình sẽ được tổ chức tại Hội trường Royal Paragon, Siam Paragon, Bangkok, Thái Lan vào ngày 15 - 16 tháng 10 năm 2022.
Mục lục chương trình:
1. Phần mở đầu
2. Time To Move On © (Nguyễn Tùng) - Tóc Tiên
3. Giới thiệu các nhà tài trợ
4. Lời mở đầu - Nguyễn Ngọc Ngạn & Kỳ Duyên
5. LK Thương Hận (Tú Nhi, thơ: Hồ Đình Phương) & Túy Ca (Châu Kỳ, thơ: Trương Minh Dũng) - Đan Nguyên & Mạnh Quỳnh
6. Trả Tôi Về (Mặc Thế Nhân) - Hoàng Oanh
7. LK Lang Thang (Phú Quang, thơ: Phạm Thị Ngọc Liên), Gửi Một Tình Yêu (Phú Quang, thơ: Từ Kế Tường), Muộn (Phú Quang, thơ: Thái Thăng Long) - Ngọc Anh & Trần Thái Hòa
8. Clip: Bangkok
9. Bài Tango Cho Riêng Em (Lê Dinh, Tây Phố) - Quang Dũng
10. Điệu Buồn Dang Dở (Hoàng Thi Thơ) - Nguyễn Hồng Nhung
11. Phỏng vấn Dr. Sam: Công ty Lexor & Dr. Sam
12. Duyên Có Nợ Không (Chí Tài) - Như Quỳnh & Trường Vũ
13. Em Sắp Về Chưa (Châu Kỳ, Tô Kiều Ngân) - Phương Hồng Quế & Chiều Hạ Vàng (Nguyễn Bá Nghiêm) - Thanh Tuyền
14. Phỏng vấn Thu Hoài: Viện Thẩm Mỹ Khơ Thị
15. All I Want Is You © (Hoàng Huy Long) - Hoàng Mỹ An
16. Kỳ Duyên giới thiệu "Peer"
17. Ngày Vui Qua Mau (Nhật Ngân) - Lâm Thúy Vân & Tình Đến Không Ngờ (Nguyễn Văn Hạnh, Trần Bội Anh) - Phương Loan
18. Anh Ngủ Thêm Đi © (Hamlet Trương, thơ: Nồng Nàn Phố) - Tâm Đoan
19. Phỏng vấn Kỳ Duyên: Đại diện Platinum Sponsor Merryland Quy Nhơn
20. Quy Nhơn Mênh Mang Niềm Nhớ (Ngô Tín, Xuân Thi) - Dương Triệu Vũ
21. Như Một Lời Chia Tay (Trịnh Công Sơn) - Ý Lan & Đình Bảo
22. You Are Mine © (Gin) – Don Hồ
23. Phỏng vấn Võ Hoàng Yến: Diamond Sponsor - Công ty IGel Beauty
24. Hài Kịch: Hai Sư Đụng Độ (Ngô Thế Đàm) - Hoài Linh, Minh Dự, Mạc Văn Khoa, Gia Linh, Nam Thư
25. Đố vui khán giả với Kỳ Duyên và Ngọc Hân
26. Hội Trăng Ngày Mùa © (Tùng Châu, Hồng Thiên Phúc) - Như Quỳnh & Hương Thủy
27. Clip: Chùa Wat Arun
28. Ai Nhớ Chăng Ai (Hoàng Thi Thơ) - Sơn Ca & Họa Mi
29. Cha Là Tất Cả © (Nhật Trung) - Thiên Tôn & Hoàng Nhung
30. Kỳ Duyên giới thiệu "Tập Đoàn Tân Hiệp Phát"
31. Đôi Mắt Người Xưa (Ngân Giang) - Tuấn Phước & Anh Đi Mùa Cưới (Vũ Lai) - Phương Yến Linh
32. Tình Khúc Muộn Màng © (Nguyễn Tùng) - Lương Tùng Quang & Hà Thanh Xuân
33. Hài Kịch: Lời Cảm Ơn Nguyễn Ngọc Ngạn (Nhóm kịch Thúy Nga) - Hồng Đào, Hoài Tâm, Việt Hương, Thuận Nguyễn
34. Ban Kịch cám ơn MC Nguyễn Ngọc Ngạn
35. Clip: Floating Market/Chợ Nổi
36. Trình Diễn Thời Trang: Cánh Hồng Phai (Dương Khắc Linh, Hoàng Huy Long) - Hoàng Mỹ An, Như Loan, Kỳ Phương Uyên, Thanh Hà, Như Ý, Hương Thủy, Hà Thanh Xuân, Băng Tâm, Ngọc Anh, Nguyễn Hồng Nhung, Minh Tuyết, Lam Anh (Áo Dài Việt Hùng)
37. Rồi Cũng Sẽ Qua © (Huỳnh Quốc Huy) - Myra Trần
38. Cách Xa (Song Ngọc, thơ: Nguyễn Bính) - Hương Lan & Thái Châu
39. Em Về Kẻo Mưa (Ngân Giang) - Đan Nguyên & Băng Tâm
40. Đố vui khán giả với Kỳ Duyên và Ngọc Hân
41. Lạc Mất Vầng Trăng © (Tùng Châu, Hồng Thiên Phúc) - Khánh Hà & Lam Anh
42. Đố vui khán giả với Kỳ Duyên và Ngọc Hân
43. Đoạn Buồn Đã Qua © (Thái Thịnh) - Ngọc Ngữ & Châu Ngọc Hà
44. Clip: Maeklong Railway Market/Chợ Xe Lửa
45. Buồn Ơi Chào Mi (Nguyễn Ánh 9) - Tuấn Ngọc & Thanh Hà
46. Thương Một Người Quá Lâu © (Trần Lê Quỳnh) - Như Ý & Trịnh Lam
47. Tình Là Gì (Tùng Châu, Lê Hựu Hà) - Như Loan & Kỳ Phương Uyên
48. Clip: Tuk Tuk
49. Nghi Ngờ Tình Yêu © (Đông Thiên Đức) - Bằng Kiều & Minh Tuyết
50. Người Bạn Tình Xưa (Anh Việt Thu) - Quang Lê & Ngọc Hạ
51. Chỉ Cần Ta Ở Bên Nhau © (Tiến Nguyễn) - Nguyễn Hưng
52. Cô Marie Tô cám ơn MC Nguyễn Ngọc Ngạn
53. Hơn Một Lời Cảm Ơn © (Ngô Minh Tài) - Hợp Ca
54. Finale
55. Hậu Trường Sân Khấu

## 2022

### Paris By Night 133
Paris By Night 133 thu hình tại Las Vegas với chủ đề Nguyễn Ngọc Ngạn - The Farewell, thu hình cuối tháng 7 năm 2022 và phát hành vào cuối năm 2022. Đây là chương trình đầu tiên trong loạt chương trình giã từ của nhà văn Nguyễn Ngọc Ngạn. Chương trình có sự xuất hiện của nhiều nghệ sĩ nổi tiếng tại hải ngoại.
"Cái cảm nghĩ như thế nào khi giã từ sân khấu? Cái vui buồn là cái cảm xúc lẫn lộn, vui cũng có mà buồn cũng có, buồn là vì nhớ khán giả, nhớ sinh hoạt văn nghệ, nhớ trung tâm Thúy Nga và các anh chị em nghệ sĩ - trong trung tâm Thúy Nga ai cũng coi tôi như chú như bác, nhưng bù lại khi mình chia tay, mình cũng cảm thấy rằng từ đây, trách nhiệm của mình đã được giao lại cho người khác. Nếu quý vị có bắt gặp, thì có lẽ quý vị sẽ thấy tôi ngồi trong hàng ghế khán giả mà thôi." - lời mở đầu video clip hậu trường PBN 133 của Nguyễn Ngọc Ngạn.
Mục lục chương trình:
1. Phần Mở Đầu
2. Một Đêm Nữa © (Nguyễn Anh Vũ) - Hoàng Mỹ An & Myra Trần
3. Lời Mở Đầu - Nguyễn Ngọc Ngạn & Nguyễn Cao Kỳ Duyên
4. Duyên Chúng Ta Cạn Rồi © (Thái Thịnh) - Nguyễn Hưng & Lưu Bích
5. Chuyện Một Người Đi (Trần Thiện Thanh) - Tuấn Vũ & Phương Hồng Quế
6. Hạnh Phúc Lả Lơi (Ngọc Trọng) - Ý Lan
7. Say (Lam Phương) - Đan Nguyên
8. Tưởng Niệm Giáo Sư Tô Văn Lai
9. Bông Hồng Cài Áo (Phạm Thế Mỹ, Thơ: Thích Nhất Hạnh) - Thanh Tuyền & Gerard Williams
10. Bài Ca Dao Đầu Đời (Quốc Dũng, Thanh Sơn) - Hương Lan & Băng Tâm
11. Phỏng Vấn Kỳ Duyên
12. Định Nghĩa Tình Yêu © (Phương Uyên) - Kỳ Phương Uyên & Quỳnh Vi
13. LK Xuân Này Con Không Về & Thư Xuân Trên Rừng Cao (Trịnh Lâm Ngân) - Quang Lê & Giang Tử
14. Sao Phải Yêu © (Hoài An) - Nguyễn Hồng Nhung & Trịnh Lam
15. Phỏng Vấn Daniel Bùi
16. Cho Anh Đi Đôi Hôm © (Hoàng Huy Long) - Như Ý & Như Loan
17. Hài Kịchː Như Một Lời Chia Tay (Nhóm Kịch Thúy Nga) - Hoài Tâm, Trang Thanh Lan, Hồng Đào, Việt Hương
18. Phỏng Vấn Thái Nguyễn
19. Đố Vui Khán Giả Với Kỳ Duyên, Ngọc Hân
20. Ngọn Nến (Phú Quang) - Ngọc Anh & Quang Dũng
21. Đố Vui Khán Giả Với Kỳ Duyên, Ngọc Hân
22. Nguyệt Cầm (Cung Tiến) - Đình Bảo & Thiên Tôn
23. Chuyện Đêm Mưa (Nguyễn Hiền, Hoài Linh) - Châu Ngọc Hà & Phương Yến Linh
24. Đời Là Cát Bụi Là Ta (Thái Kiệt) - Trường Vũ
25. LK Như Cánh Vạc Bay & Ướt Mi (Trịnh Công Sơn) - Khánh Hà & Tuấn Ngọc
26. LK Mưa Buồn Tỉnh Lẻ & Đêm Buồn Tỉnh Lẻ (Tú Nhi, Bằng Giang) - Ngọc Ngữ & Tuấn Phước
27. Phỏng Vấn Dr. Sâm Nguyễn
28. Biển Cả Và Em © (Ngô Minh Tài) - Như Quỳnh
29. Phỏng Vấn Chef Michael Bảo Huỳnh
30. Hài Kịchː Có Duyên Có Nợ Làm Vợ Luôn Đi (Minh Dự) – Hoài Linh, Minh Dự, Phương Trang, Tuyết Nhung, Tuấn Phước
31. Đưa Em Qua Cánh Đồng Vàng (Hoàng Thi Thơ) - Ngọc Hạ & Trần Thái Hòa
32. Phỏng Vấn Ngọc Hồ
33. Hàn Mặc Tử (Trần Thiện Thanh) - Hoàng Oanh & Tâm Đoan
34. Trình Diễn Thời Trangː Hình Ảnh Người Em Không Đợi (Hoàng Thi Thơ) - Nguyễn Hồng Nhung, Minh Tuyết, Quỳnh Vi, Lam Anh, Như Loan, Phương Yến Linh, Hạ Vy, Hoàng Mỹ An, Hương Thủy, Kỳ Phương Uyên, Châu Ngọc Hà, Băng Tâm (Áo Dài Việt Hùng)
35. Tân Hiệp Phát Chúc Mừng Kỷ Niệm 40 Năm Paris By Night
36. Con Đường Phía Trước © (Võ Hoài Phúc) - Don Hồ & Lương Tùng Quang
37. Đố Vui Khán Giả Với Kỳ Duyên, Ngọc Hân
38. Thung Lũng Chim Bay (Việt Dzũng, Thơ: Hoàng Ngọc Ẩn) - Phương Hồng Ngọc & Phương Loan
39. Đố Vui Khán Giả Với Kỳ Duyên, Ngọc Hân
40. Kiếp Tằm Của Mẹ (Lời: Mạnh Quỳnh) - Mạnh Quỳnh, Tuyết Nhung, & Phi Nhung
41. Bóng Hồng Việt Nam (Hoàng Thi Thơ) - Hạ Vy
42. Mời Lên Hái Đóa Hoa Rừng (Hoàng Thi Thơ) - Hương Thủy
43. Phỏng Vấn Ngọc Anh
44. Một Người Chẳng Cần Một Người © (Tiến Nguyễn) - Bằng Kiều & Lam Anh
45. Bước Chân Người Tình © (Hamlet Trương) - Don Hồ & Lâm Thúy Vân
46. Nơi Mình Gọi Là Nhà © (Phương Uyên) - Thanh Hà & Phương Uyên
47. Lời Kết - Nguyễn Ngọc Ngạn, Nguyễn Cao Kỳ Duyên
48. Đến Lúc Dừng Lại © (Nguyễn Tùng) - Minh Tuyết
49. Finale

### Paris By Night 132
Paris By Night 132 với chủ đề Xuân Với Đời Sống Mới, tổ chức tại Pechanga Resort & Casino, Temecula, California vào 2 ngày 11 và 12 tháng 12 năm 2021.
Chương trình thu hình có khán giả đầu tiên của Trung tâm Thúy Nga kể từ sau đại dịch COVID-19.
Chương trình này sẽ có sự xuất hiện của ba người con nuôi của cố ca sĩ Phi Nhung - Quỳnh Trang, Tuyết Nhung và Thiêng Ngân (tuy nhiên sẽ là MTV) cùng với sự lần đầu xuất hiện của nữ ca sĩ Lâm Thúy Vân trên sân khấu Paris By Night và sự trở lại của Phương Hồng Ngọc sau 34 năm kể từ cuốn PBN 5. Đây là chương trình Paris By Night chủ đề Xuân đầu tiên được thu hình sau chương trình PBN 131 cùng chủ đề.
Danh sách chương trình:
1. Phần Mở Đầu
2. Mặt Trời Và Hoa © (Ngô Minh Tài) - Đình Bảo & Lam Anh
3. Lời Mở Đầu - Nguyễn Ngọc Ngạn & Nguyễn Cao Kỳ Duyên
4. Xuân Và Tuổi Trẻ (La Hối, thơː Thế Lữ) - Ý Lan
5. Mùa Xuân Đầu Tiên (Tuấn Khanh) - Phương Hồng Quế & Phương Hồng Ngọc
6. Em Đã Thấy Mùa Xuân Chưa (Quốc Dũng) - Thiên Tôn
7. Chiều Sân Ga (Sông Trà) - Băng Tâm
8. Ngày Sau Sẽ Ra Sao? (Vân Tùng) - Quang Lê
9. Sắc Xuân Việt © (Ngô Minh Tài) - Hoàng Mỹ An
10. Lời Chúc Đầu Năm Từ Trung Tâm Thúy Nga
11. Quà Tặng Gửi Tập Đoàn Tân Hiệp Phát
12. Phỏng Vấn Kỳ Duyên
13. Qua Đi Ngày Tháng Cũ © (Võ Hoài Phúc) - Lâm Thúy Vân
14. Thuyền Hoa (Phạm Thế Mỹ) - Như Quỳnh & Trường Vũ
15. Thề Non Hẹn Biển (Đài Phương Trang) - Diễm Sương & Lương Tùng Quang
16. Phỏng Vấn Lộc Dương
17. LK Nói Với Người Tình (Trúc Sơn, Thăng Long) & Người Tình (Phương Kim) - Phương Yến Linh & Tuấn Phước
18. LK Xuân Này Con Không Về & Mùa Xuân Của Mẹ (Trịnh Lâm Ngân) - Hoàng Oanh & Giao Linh
19. Anh Ơi, Xuân Đã Đến Rồi (Đài Phương Trang) - Tâm Đoan
20. Đố Vui Khán Giả Với Kỳ Duyên, Ngọc Hân
21. Yêu Em Giữa Đời Quên Lãng (Trường Sa) - Ngọc Anh
22. Những Ngày Sài Gòn © (Hoài An, thơː Lâm Xuân Thi) - Nguyễn Hồng Nhung
23. Mùa Xuân Em Đi Lễ Chùa (Kiều Tấn Minh, thơː Mạc Giang) - Hương Thủy
24. Hài Kịch: Quý Bà Độc Thân (Minh Ngọc, Hoàng Khôi) - Hồng Đào, Minh Nhí, Hoài Tâm, Văn Ruy, Thiện Ngô, Quang Lê
25. Phỏng Vấn Kyle Khoan
26. Trình Diễn Thời Trang Áo Dài: Yêu Và Mơ (Văn Phụng) - Châu Ngọc Hà, Tâm Đoan, Lam Anh, Quỳnh Vi, Hoàng Nhung, Băng Tâm, Hương Thủy, Phương Yến Linh, Như Ý, Ngọc Anh, Hoàng Mỹ An, Diễm Sương (Áo Dài Anna Hạnh Lê)
27. Cô Bé Áo Dài (Chí Tài) - Don Hồ & Phương Loan
28. Đêm Xuân (Phạm Duy) - Trần Thái Hoà
29. Đừng Xa Nhau (Phạm Duy) - Bằng Kiều
30. Con Đường Tình Ta Đi (Phạm Duy) - Tuấn Ngọc
31. Đố Vui Khán Giả Với Kỳ Duyên, Ngọc Hân
32. Em Về Thấy Mùa Xuân (Thanh Sơn) - Như Quỳnh
33. Mùa Xuân Trong Thư Em (Viễn Chinh) - Đan Nguyên
34. Tháng Năm Vô Tình © (Thái Thịnh) - Như Ý
35. Tân Cổ: Xuân Trên Đất Khách (Tân Nhạcː Quốc Dũng, Vọng Cổː Ngọc Huyền) - Thanh Tuyền & Ngọc Huyền
36. Xuân Hồi Sinh © (Hamlet Trương) - Myra Trần
37. Mẹ Về Thiên Thu © (Tùng Châu, Thái Thịnh) - Quỳnh Trang, Phạm Tuyết Nhung, Phạm Thiêng Ngân (Music Video)
38. Lý Con Sáo Bạc Liêu (Phan Ni Tấn) - Mạnh Quỳnh & Phi Nhung
39. Đám Cưới Đầu Xuân (Trần Thiện Thanh) - Ngọc Ngữ & Châu Ngọc Hà
40. Lời Kết - Nguyễn Ngọc Ngạn & Nguyễn Cao Kỳ Duyên
41. Xuân Ca (Phạm Duy) - Quỳnh Vi & Hoàng Nhung
42. Finale
43. BONUSː Hậu Trường Sân Khấu

## 2021

### Paris By Night 131
Paris By Night 131 được thu hình không khán giả và phát hành vào dịp Tết Tân Sửu 2021, sau một năm Trung tâm Thúy Nga tạm dừng thu hình vì dịch bệnh COVID-19.
Trích từ Facebook Thuy Nga - Paris By Night:
"Xuân Hy Vọng là sự cố gắng và tâm huyết của cả Trung Tâm Thúy Nga và toàn thể các anh chị em ca nghệ sĩ, và đã trải qua nhiều gian nan thử thách để ra mắt quý khán giả vào đúng dịp Tết Tân Sửu.
Đây là lời cảm tạ đến quý khán giả đã luôn yêu thương và ủng hộ Trung Tâm Thúy Nga trong suốt thời gian qua. Và cũng là một lời chúc Xuân đến với tất cả người Việt Nam trên toàn thế giới: một làn gió mới, một khởi đầu mới, một mùa Xuân mới với rực rỡ Niềm Tin và chứa chan Hy Vọng.
Xuân An Lành! Tết Ấm No!
Chúc Mừng Năm Mới!"
Chương trình có sự xuất hiện lần đầu tiên của nhiều nghệ sĩ như Ngọc Hân, Ngọc Huyền, Phương Yến Linh, Myra Trần, Tuấn Phước, Diệp Tiên, Kim Hiền, Phùng Ngọc Huy, Khôi Nguyên cũng như sự quay trở lại sân khấu Paris By Night của nhiều nghệ sĩ gạo cội, như Phương Hồng Quế (sau 14 năm kể từ lần cuối năm 2007) hay Phương Loan - vợ của cố nghệ sĩ Chí Tài (sau 25 năm kể từ lần cuối năm 1996).
Danh sách chương trình
1. Phần Mở Đầu
2. Đoản Xuân Ca (Thanh Sơn) - Hoàng Mỹ An
3. Cánh Thiệp Đầu Xuân (Minh Kỳ, Lê Dinh) - Hoàng Oanh
4. Tìm Xuân © (Hamlet Trương) - Quỳnh Vi
5. Mùa Xuân Không Còn Nữa (Lam Phương) - Phương Hồng Quế
6. Hoa Xuân (Phạm Duy) - Ngọc Hương
7. Xuân Mộng (Lam Phương) - Như Quỳnh
8. LK Nghĩ Chuyện Ngày Xuân & Chuyện Ngày Cuối Năm (Hàn Sinh) - Tuấn Phước & Tuấn Vũ
9. Mùa Xuân Yêu Em (Phạm Duy) - Thái Hiền
10. Nếu Xuân Này Vắng Anh (Bảo Thu) - Phương Loan
11. Nhớ Về Một Mùa Xuân (Trần Trịnh) - Ngọc Ngữ
12. Vui Đời Nghệ Sĩ (Văn Phụng) - Don Hồ
13. Tiếc (Lam Phương) - Hương Lan & Anh Dũng
14. Hài Kịchː Tình Thân Vô Giá (Hoàng Khôi) - Thúy Nga, Hoài Tâm, Diệp Tiên, Kim Hiền, Phùng Ngọc Huy, Khôi Nguyên
15. Tôi Chưa Có Mùa Xuân (Châu Kỳ) - Trường Vũ
16. Câu Chuyện Đầu Năm (Hoài An) - Châu Ngọc Hà
17. Tết Này Có Về Không? © (Nguyễn Văn Chung) - Myra Trần
18. Hoa Đào Thương Nhớ (Hàn Sinh) - Mạnh Quỳnh
19. Xuân Hy Vọng © (Bon Nguyễn) - Khải Đăng & Bon Nguyễn (Music Video)
20. Đầu Năm Đi Lễ (Ngọc Sơn, Kim Long) - Ngọc Huyền
21. Về (TG9X Thái Dương) - Đình Bảo
22. Hỏi Nàng Xuân (Vinh Sử, Cô Phượng) - Phương Yến Linh
23. Điệp Khúc Thanh Bình (Văn Phụng) - Diễm Sương
24. Xuân Đến Con Về (Châu Kỳ) - Như Quỳnh & Tuấn Phước
25. Xuân Uớc Nguyện © (Tùng Châu, Thái Thịnh) - Băng Tâm
26. Khúc Ca An Bình © (Trần Lê Quỳnh) - Ngọc Anh
27. Ngày Xuân Mới (Bảo Chấn) - Như Ý
28. Ca Sĩ Chúc Xuân

BONUS
- Phóng Sựː Tân Hiệp Phát
- Phóng Sựː DND Gel
- Phóng Sựː Tân Hy Khánh Corporation
- Hậu Trường Sân Khấu

## 2020

### Paris By Night 130
Paris By Night 130 với chủ đề In Singapore - Glamour, tổ chức tại Trung tâm hội nghị Resorts World Sentosa tại đảo Sentosa, Singapore vào 2 ngày, 23 và 24 tháng 11 năm 2019. Chương trình có sự xuất hiện lần đầu tiên của 2 nghệ sĩ Minh Dự và Tuấn Dũng, và sự xuất hiện trở lại của nữ ca sĩ Tóc Tiên sau nhiều năm vắng bóng trên sân khấu Thúy Nga. Chương trình này cũng là chương trình cuối cùng của nam danh hài Chí Tài và nữ ca sĩ Phi Nhung.
Đây là chương trình PBN thứ 2 được thu hình tại châu Á, sau Paris By Night 89 - In Korea năm 2007 và là chương trình đầu tiên thu hình tại Đông Nam Á
Nội dung chương trình
1. Phần Mở Đầu
2. Đừng Là Một Thoáng Mê Say © (Tùng Châu, Thái Thịnh) - Như Quỳnh & Hương Thủy
3. Lời Mở Đầu - Nguyễn Ngọc Ngạn & Nguyễn Cao Kỳ Duyên
4. Nếu Em Đã Theo Anh Về (Tuấn Hải) - Quang Lê & Mai Thiên Vân
5. Trả Anh...Về Với Người Sau © (Hùng Quân) - Minh Tuyết
6. Yêu (Trần Thiện Thanh) - Trần Thái Hòa
7. Đố Vui Khán Giả
8. Be Glamorous © (Hoàng Huy Long) - Như Loan & Diễm Sương
9. Phỏng Vấn Thu Hoài
10. Đêm Tóc Rối (Hàn Châu) - Hương Lan
11. Đoạn Cuối Tình Yêu (Tú Nhi) - Đan Nguyên
12. Đúng Hay Sai © (Hoài An) - Lam Anh
13. Đố Vui Khán Giả
14. Chẳng Cần Ai, Chỉ Cần Anh (Rhymastic) - Tóc Tiên
15. Phỏng Vấn Trần Uyên Phương
16. LK Căn Nhà Màu Tím (Hoài Linh) & Bài Ca Của Nàng (Tấn An, Hoài Linh) - Mạnh Quỳnh & Phi Nhung
17. Khi (Vũ Tuấn Đức) - Ý Lan
18. Muôn Đời Chỉ Yêu Người Thôi (Song Ngọc) - Thiên Tôn
19. Nhạc Kịch Liêu Trai Chí Dị: Hình Nhân Cỏ © & Đồng Sàng Dị Mộng © (Hamlet Trương) - Hà Thanh Xuân & Quỳnh Vi
20. Hài Kịchː Má Thích Gì (Minh Dự, Tuấn Dũng) - Hoài Linh, Chí Tài, Minh Dự, Tuấn Dũng
21. Đố Vui Khán Giả
22. Bài Ca Kỷ Niệm (Tú Nhi) - Trường Vũ & Như Quỳnh
23. Mầu Thời Gian (Phạm Duy, Đoàn Phú Tứ) - Thái Hiền
24. Có Phải Người Dưng © (Mai Xuân Thứ) - Bằng Kiều
25. Phỏng Vấn Tuấn Huy Nguyễn
26. Mộc © (Võ Hoài Phúc) - Như Ý
27. Phỏng Vấn Hằng Lê
28. Hài Kịchː Tài Khoản Ngân Hàng (Nguyễn Ngọc Ngạn) - Chí Tài, Việt Hương, Thúy Nga, Hoài Tâm, Hà Thanh Xuân
29. Mười Năm Tình Cũ (Trần Quảng Nam) - Nguyễn Hưng & Kỳ Duyên
30. Bồng Bềnh Con Nước (Đức Trí) - Hạ Vy & Mai Thiên Vân
31. LK Dìu Người Tôi Yêu: Người Ngoài Phố (Anh Việt Thu), Nửa Đêm Ngoài Phố (Trúc Phương), Phố Đêm (Tâm Anh) - Bằng Kiều, Quang Lê, Đan Nguyên
32. Nếu Anh Đừng Hẹn (Lê Dinh) - Băng Tâm
33. Một Mình © (Hamlet Trương) - Bạch Công Khanh
34. Cuốn Theo Chiều Gió (Anh Việt Thu) - Hoàng Oanh
35. Em Ơi Nếu Đừng Dang Dở (Hoài Linh, Anh Phong) - Thanh Tuyền
36. Đố Vui Khán Giả
37. Yêu Thôi, Chỉ Yêu Thôi © (Hùng Quân) - Hoàng Mỹ An
38. Khúc Thụy Du (Anh Bằng, Du Tử Lê) - Ngọc Anh
39. Giữ Đời Cho Nhau (Từ Công Phụng, Du Tử Lê) - Đình Bảo
40. LK Khúc Tình Buồn (Ngô Thụy Miên), Phiến Đá Sầu (Diệu Hương), Trái Tim Ngục Tù (Đức Huy) - Don Hồ
41. Em Nghĩ Em Là Ai © (Huỳnh Quốc Huy) - Lưu Bích & Trịnh Lam
42. Dáng Hồng © (nhạc: Dương Khắc Linh, lời: PP Nguyễn, Hoàng Huy Long) - Lương Tùng Quang
43. Em Ơi, Tình Ơi © (Hùng Quân) - Hoàng Anh Khang
44. Lời Kết - Nguyễn Ngọc Ngạn & Nguyễn Cao Kỳ Duyên
45. Trình Diễn Thời Trangː Nỗi Buồn Con Gái (Nhật Ngân) - Minh Tuyết, Ngọc Anh, Hạ Vy, Hương Thủy, Băng Tâm, Như Loan, Diễm Sương, Lam Anh, Quỳnh Vi, Hoàng Mỹ An, Hà Thanh Xuân, Như Ý (Áo Dài Việt Hùng)
46. Finale